# Saint-Benoît (bier)
Saint-Benoît is een Belgisch bier.
Het bier wordt gebrouwen door Brasserie du Bocq te Purnode.

## Achtergrond
De naam van het bier verwijst naar de heilige Benedictus, stichter van de benedictijnen. Reeds lang maakten de benedictijnen bier in hun kloosters. Saint-Benoît is abdijbier ter nagedachtenis van Benedictus. Ondanks de naam “abdijbier” heeft het niets met een bestaande abdij te maken.

## De bieren
Er bestaan 2 varianten die allebei werden gelanceerd in 1988:
- Saint-Benoît Blonde is een blond abdijbier met een alcoholpercentage van 6,3%.
- Saint-Benoît Brune is een donker abdijbier met een alcoholpercentage van 6,5%.